# Independientes de Navarra
Independientes de Navarra (IN) fue una agrupación que defendía una política municipalista e independiente de los partidos políticos tradicionales en Navarra (España). IN se inscribió como partido en el registro del Ministerio del Interior en 1995.
Se presentaron oficialmente a las elecciones municipales de 1999 en la mayoría de los ayuntamientos navarros, obteniendo 1.968 votos y once concejales. También se presentaron a las elecciones al Parlamento de Navarra, obteniendo 2.835 votos, pero sin lograr representación.